# Hoffman (Familienname)
Hoffman ist ein englischer Familienname.

## Herkunft und Bedeutung
Hoffman ist ein Berufsname. Nähere Erläuterungen sind bei Hoffmann zu finden.

## Namensträger

### A
- Abbie Hoffman (1936–1989), US-amerikanischer Polit- und Sozialaktivist
- Abby Hoffman (* 1947), kanadische Leichtathletin
- Al Hoffman (1902–1960), US-amerikanischer Komponist und Liedtexter
- Alan J. Hoffman (1924–2021), US-amerikanischer Mathematiker
- Alejandro Hoffman (* 1966), argentinischer Schachspieler
- Alex Hoffman (* ≈1985), US-amerikanischer Jazzmusiker
- Alice Hoffman (* 1952), US-amerikanische Schriftstellerin
- Amos Hoffman (* 1970), israelischer Gitarrist und Komponist
- Antony Hoffman, südafrikanischer Regisseur und Drehbuchautor

### B
- Basil Hoffman (1938–2021), US-amerikanischer Schauspieler
- Ben Hoffman (* 1983), US-amerikanischer Triathlet
- Bill Hoffman (1902–1994), US-amerikanischer American-Football-Spieler
- Brant von Hoffman, US-amerikanischer Schauspieler
- Brian Hoffman (Mediziner) (Brian Francis Hoffman; 1925–2013), US-amerikanischer Physiologe und Pharmakologe
- Brian Hoffman (Musiker) (* 1970), US-amerikanischer Gitarrist
- Brian M. Hoffman (* 1941), US-amerikanischer Biochemiker

### C
- Calvin Hoffman (1906–1986), US-amerikanischer Journalist und Schriftsteller
- Carl Henry Hoffman (1896–1980), US-amerikanischer Politiker
- Charles Fenno Hoffman (1806–1884), US-amerikanischer Erzähler und Lyriker
- Chloe Hoffman (* 1971), US-amerikanische Pornodarstellerin, siehe Chloe (Pornodarstellerin)
- Chris Hoffman (* 1981), simbabwischer Schauspieler und Synchronsprecher
- Clare Hoffman (1875–1967), US-amerikanischer Politiker
- Cooper Hoffman (* 2003), US-amerikanischer Schauspieler

### D
- Dan Hoffman (* 1999), israelischer Eishockeyspieler
- Daniel Hoffman (1923–2013), US-amerikanischer Dichter
- Darleane C. Hoffman (* 1926), US-amerikanische Chemikerin
- David Allen Hoffman (* 1944), US-amerikanischer Mathematiker
- Donald D. Hoffman (* 1955), US-amerikanischer Psychologe
- Donald J. Hoffman (* 1952), pensionierter General der US Air Force
- Dustin Hoffman (* 1937), US-amerikanischer Schauspieler

### E
- Edward Joseph Hoffman (1942–2004), US-amerikanischer Chemiker und Erfinder
- Elad Hoffman (* 1985), israelischer Basketballspieler
- Elaine Hoffman-Watts, US-amerikanische Schlagzeugerin
- Elisha Albright Hoffman (1839–1929), US-amerikanischer evangelisch-presbyterianischer Pastor und Kirchenlieddichter
- Elizabeth Hoffman (Schauspielerin) (1926–2023), US-amerikanische Schauspielerin
- Elizabeth Hoffman (Ökonomin) (* 1946), US-amerikanische Ökonomin
- Elmer J. Hoffman (1899–1976), US-amerikanischer Politiker
- Eva Hoffman (* 1945), US-amerikanische Schriftstellerin

### F
- François-Benoît Hoffman (1760–1828), französischer Dramatiker, Librettist und Journalist

### G
- Gall Hoffman (um 1565–1629), deutscher Drucker und Autor
- George H. Hoffman (1838–1922), US-amerikanischer Politiker
- Gertrude Hoffman (Schauspielerin) (1871–1968), US-amerikanische Schauspielerin deutscher Herkunft
- Gertrude Hoffman (Tänzerin) (1885–1966), US-amerikanische Tänzerin
- Gordy Hoffman (* 1965), US-amerikanischer Drehbuchautor und Filmregisseur
- Grace Hoffman (1921–2008), US-amerikanische Sängerin (Mezzosopran)
- Gregg Hoffman (1963–2005), US-amerikanischer Filmproduzent

### H
- Harold G. Hoffman (1896–1954), US-amerikanischer Politiker
- Henry William Hoffman (1825–1895), US-amerikanischer Politiker
- Hugh F. T. Hoffman (1896–1951), US-amerikanischer Generalmajor

### J
- Jake Hoffman (* 1981), US-amerikanischer Schauspieler
- James Robert Hoffman (1932–2003), US-amerikanischer Geistlicher, Bischof von Toledo
- Jan Hoffman (1906–1995), polnischer Pianist und Musikpädagoge
- Jane Hoffman (1911–2004), US-amerikanische Schauspielerin
- Jason Hoffman (* 1989), australischer Fußballspieler
- Jean Hoffman (* 1893; † unbekannt), belgischer Wasserballspieler
- Jeannie Hoffman (1930–2008), US-amerikanische Jazzmusikerin
- Jeffrey A. Hoffman (* 1944), US-amerikanischer Astronaut
- Jerzy Hoffman (* 1932), polnischer Filmregisseur
- Jilliane Hoffman (* 1967), US-amerikanische Schriftstellerin
- Joanna Hoffman (* 1955), US-amerikanische Marketingmanagerin
- John Thompson Hoffman (1828–1888), US-amerikanischer Politiker
- John Hoffman (Filmeditor) (1904–1980), ungarisch-US-amerikanischer Filmeditor und -regisseur
- John Hoffman (Filmproduzent), Film- und Fernsehproduzent
- John Robert Hoffman, US-amerikanischer Filmschauspieler und Filmregisseur
- Josiah Ogden Hoffman (Politiker, 1766) (1766–1837), US-amerikanischer Jurist und Politiker
- Josiah Ogden Hoffman (Politiker, 1793) (1793–1856), US-amerikanischer Jurist und Politiker
- Julia Christiansen Hoffman (1856–1934), US-amerikanische Künstlerin und Kunstmäzenin

### K
- Karol Boromeusz Hoffman (1798–1875), polnischer Jurist und Schriftsteller
- Kenneth Hoffman (1930–2008), US-amerikanischer Mathematiker
- Kathy Hoffman (* 1985/86), US-amerikanische Politikerin

### L
- Lauren Hoffman (* 1999), philippinisch-US-amerikanische Leichtathletin
- Lee Hoffman (1932–2007), US-amerikanische Schriftstellerin
- Leigh Hoffman (* 2000), australischer Bahnradsportler
- Linda Hoffman, US-amerikanische Schauspielerin
- Lynn Hoffman (1924–2017), US-amerikanische Sozialarbeiterin und Psychotherapeutin

### M
- Madison Hoffman (* 2000), australische Skirennläuferin
- Malvina Hoffman (1885–1966), US-amerikanische Bildhauerin
- Martin Hoffman (Psychologe), US-amerikanischer Psychologe
- Martin Hoffman (Komponist), Komponist
- Martin Hoffman (Maler) (* 1935), US-amerikanischer Maler
- Marion Hoffman (* 1949), australische Sprinterin
- Mary Hoffman (* 1945), britische Kinderbuchautorin
- Mat Hoffman (* 1972), US-amerikanischer Radsportler
- Max Hoffman (1904–1981), US-amerikanischer Autohändler
- Michael Hoffman (Politiker) (1787–1848), US-amerikanischer Jurist und Politiker
- Michael Allen Hoffman (1944–1990), US-amerikanischer Archäologe und Ägyptologe
- Michael Hoffman (Komponist) (* 1955), US-amerikanischer Komponist
- Michael Hoffman (Regisseur) (* 1956), US-amerikanischer Regisseur
- Mike Hoffman (Eishockeyspieler, 1963) (* 1963), kanadischer Eishockeyspieler
- Mike Hoffman (Eishockeyspieler, 1980) (* 1980), US-amerikanischer Eishockeyspieler
- Mike Hoffman (Eishockeyspieler, 1989) (* 1989), kanadischer Eishockeyspieler
- Myn M. Hoffman (1883–1951), US-amerikanische Krankenschwester

### N
- Nicholas von Hoffman (1929–2018), US-amerikanischer Journalist und Buchautor
- Nina Kiriki Hoffman (* 1955), US-amerikanische Schriftstellerin
- Noah Hoffman (* 1989), US-amerikanischer Skilangläufer
- Nolan Hoffman (* 1985), südafrikanischer Radrennfahrer

### O
- Ogden Hoffman (1794–1856), US-amerikanischer Politiker
- Omer Hoffman, belgischer Turner

### P
- Paul Hoffman (Basketballspieler) (1925–1998), US-amerikanischer Basketballspieler
- Paul Hoffman (Ruderer) (* 1946), US-amerikanischer Ruderer
- Paul Hoffman (Philosoph) (1952–2010), US-amerikanischer Philosoph (UC Riverside)
- Paul Hoffman (Autor, 1953) (* 1953), englischer Autor und Drehbuchautor
- Paul Hoffman (Gewichtheber) (* 1955), eswatinischer Gewichtheber
- Paul Hoffman (Autor, 1956) (* 1956), US-amerikanischer Autor und Fernsehmoderator
- Paul F. Hoffman (* 1941), kanadischer Geologe und Hochschullehrer
- Paul G. Hoffman (1891–1974), US-amerikanischer Manager
- Peter Hoffman (* 1969), US-amerikanisch-dänischer Basketballtrainer und -spieler
- Philip Seymour Hoffman (1967–2014), US-amerikanischer Schauspieler

### R
- Reid Hoffman (* 1967), US-amerikanischer Unternehmer und Autor
- Richard Hoffman (Musiker) (1831–1919), britisch-US-amerikanischer Pianist und Komponist
- Richard Wagner Hoffman (1927–2002), US-amerikanischer Physiker und Hochschullehrer
- Richard L. Hoffman (1927–2012), US-amerikanischer Zoologe
- Richard W. Hoffman (1893–1975), US-amerikanischer Politiker
- Rick Hoffman (* 1970), US-amerikanischer Schauspieler
- Robert Hoffman (* 1980), US-amerikanischer Tänzer, Schauspieler und Fotograf

### S
- Samuel Hoffman (1903–1967), US-amerikanischer Musiker und Podiater
- Samuel Kurtz Hoffman (1902–1995), US-amerikanischer Ingenieur
- Scott Hoffman (* 1961), US-amerikanischer Schlagzeuger und Perkussionist
- Susan Hoffman (* 1938), US-amerikanische Schauspielerin
- Sylvia Hoffman (Autorin) (* 1938), deutsche Autorin und Fernsehregisseurin
- Sylvia Hoffman (Bobfahrerin) (* 1989), US-amerikanische Bobfahrerin

### T
- Thom Hoffman (* 1957), niederländischer Schauspieler
- Trevor Hoffman (* 1967), US-amerikanischer Baseballspieler
- Tristan Hoffman (* 1970), niederländischer Radrennfahrer und Sportfunktionär

### W
- William Hoffman (Schriftsteller) (1925–2009), US-amerikanischer Schriftsteller